# Maaike van Poelje
Maaike van Poelje (1973) is een Nederlandse journalist, ghost writer en auteur van kinderboeken.

## Studie en werk
Van Poelje behaalde haar propedeuse in Nederlandse taal- en letterkunde en haar doctoraal in Culturele Studies. Als freelance journalist/redacteur schreef Van Poelje na haar studie voor uiteenlopende bladen en opdrachtgevers, waaronder Het Parool, BLVD en Holland Festival. Van Poelje woonde sinds 2001 in Andalusië (Spanje) waar zij in aanraking kwam met het leed van (zwerf)dieren. In 2011 richtte zij samen met enkele anderen de stichting VagabunDOGs op. Deze stichting is actief in de tijdelijke opvang/verzorging en de herplaatsing van dieren in nood en tevens houdt zij zich bezig met het lobbyen voor betere wetgeving en verzorging van (huis)dieren in het zuiden van Spanje en Portugal. Van Poelje remigreerde in 2020 naar Nederland.

## Schrijverscarrière
Na jaren actief te zijn geweest in de Spaanse dierenopvang raakte Van Poelje geïnspireerd tot het schrijven van haar jeugdboekenserie Melle en de zwerfhonden. Het eerste deel, Het Spaanse gif, geeft weer met welke problemen de (zwerf)dieren te kampen hebben in Zuid-Europa. Het tweede deel De hondendief, speelt zich af in Nederland en behandelt onrecht tegenover dieren aldaar. Haar derde kinderboek De wereld rond hond vertelt het waargebeurde verhaal van een voormalige zwerfhond die op een zeer bijzondere manier uit Spanje naar Nederland kwam. Van Poeljes eigen voormalige zwerfhonden stonden model voor de hoofdkarakters in de eerste twee boeken.